# 冰六

水的相态图

冰六（Ice VI）是冰的一种相态，存在于温度范围为130至355开(−143°C至82°C）及压强约1吉帕（=10000巴）的高压下，另见水的相态图。1912年1月，布里奇曼发表了冰六和其他高压形式水的发现。
它构成了土卫六内层的部分物质。

## 属性
冰六的密度为1.31克/厘米3，为具有空间群P42/nmc的四方晶系，它的胞晶包含10个水分子，尺寸 a=0.627纳米和 c=0.579纳米。冰六与冰七和液态水的三相点约为82摄氏度和2.22吉帕；它与冰五和液态水的三相点为0.16摄氏度和0.6324吉帕=6324巴。
在掺入盐酸后，根据冷却时所经受压力的不同，冰六会相变为冰十五或冰十九。

## 另请查看
- 冰，其他晶体形式的冰。